# پیر دوران جونیور
پیر دوران جونیور (انگلیسی: Pierre Durand Jr.؛ زادهٔ ۱۶ فوریهٔ ۱۹۵۵) سوارکار اهل فرانسه است.
وی همچنین برندهٔ جوایزی همچون لژیون دونور (افسر) شده‌است.